# (200156) 1998 SA3
(200156) 1998 SA3 es un asteroide perteneciente al cinturón de asteroides, descubierto el 18 de septiembre de 1998 por Roy A. Tucker desde el Observatorio Goodricke-Pigott, Tucson (Arizona), Estados Unidos.

## Designación y nombre
Designado provisionalmente como 1998 SA3.

## Características orbitales
1998 SA3 está situado a una distancia media del Sol de 2,789 ua, pudiendo alejarse hasta 3,635 ua y acercarse hasta 1,944 ua. Su excentricidad es 0,303 y la inclinación orbital 12,12 grados. Emplea 1701,91 días en completar una órbita alrededor del Sol.

## Características físicas
La magnitud absoluta de 1998 SA3 es 15,5. Tiene 5,222 km de diámetro y su albedo se estima en 0,049.